# Talk About You
«Talk About You» es un sencillo de Mika, lanzado oficialmente el 24 de marzo del año 2015 por Republic Records. Es el sencillo principal de su cuarto álbum de estudio titulado «No place in heaven» que salió a la venta el 15 de junio de 2015.

## Descripción
El tema está compuesto por Mika y coproducido por Mika y el productor nominado al Grammy, Greg Wells.
Según la editorial Virgin EMI, «Talk About You» es pop refinado, «Una canción destinada a sonar en  festivales y a través de las ondas radiofónicas de todo el mundo este verano». Según Mika un pop que le recuerda a los años 70.

## Video musical
El videoclip fue lanzado  el 27 de abril del año 2015. El video consta de originales escenarios artísticos entre la ciudad, la selva y la llegada de una noche con estrellas.
En el videoclip Mika se mueve entre edificios de colores, y bailarines escenificando la portada de su nuevo álbum «No place in heaven», portando alegres y originales trajes de diseñador, mostrando autos BMW y relojes de la marca Swatch para la cual ha trabajado codo a codo como embajador creativo para dar vida a algunos diseños de sus colecciones.